# توهوکو، آمری
توهوکو، آمری (به لاتین: Tōhoku, Aomori) یک سکونتگاه مسکونی در ژاپن است که در Kamikita District واقع شده‌است.

## خصوصیات
توهوکو ۳۲۶٫۷۱ کیلومترمربع مساحت و ۱۸٬۸۱۰ نفر جمعیت دارد.